# Ignacio Hidalgo de Cisneros y López de Montenegro
Ignacio Hidalgo de Cisneros y López de Montenegro (Vitòria, 11 de juliol de 1896 – Bucarest, 9 de febrer de 1966) va ser un militar i aviador espanyol. Durant la Guerra Civil va ser el cap de la Força Aèria Republicana.
Ignacio Hidalgo de Cisneros va lluitar en la Guerra del Rif i en Guerra Civil espanyola, on va aconseguir el grau de General i va arribar a ser Cap de la Força Aèria Republicana sent un dels principals organitzadors d'aquesta. Va estar casat amb l'aristòcrata Constancia de la Mora Maura, funcionària comunista i cap de l'Oficina de Premsa Estrangera republicana.

## Biografia
Va néixer l'11 de juliol de 1896 a la capital alabesa, Vitòria (País Basc), en el si d'una família aristocràtica, carlista i de tradició militar, la qual cosa el va influir per escollir la seva professió. Va començar la carrera militar en l'Acadèmia d'Intendència d'Àvila on es va graduar el 1914. Es va casar amb l'aristòcrata Constancia de la Mora Maura, neta del polític Antoni Maura i Montaner i posteriorment cap de l'Oficina de Premsa Estrangera republicana durant la guerra civil (i que, com ell, era també una decidida activista republicana).

### Carrera militar
El 1920 va realitzar cursos d'aviació en la caserna i aeròdrom de Cuatro Vientos (Madrid) passant a integrar-se en l'Aviació Militar Espanyola. Va ser destinat a Melilla, a la 2a. Esquadrilla Bristol, prenent part en els bombardejos sobre la càbila de Beni-Ulixek durant la Guerra del Rif. El 1924 va passar als De Havilland i el 1925 a la 1a Esquadrilla d'Hidroavions amb base a El Atalayón, al costat de Melilla, que manava el comandant Ramón Franco y Bahamonde, amb la qual va participar en el desembarcament d'Alhucemas. Va ser destinat posteriorment al Sàhara Espanyol i el 1930 a la 1a. Esquadra, ja en la Península.
El 15 de desembre de 1930 participa, juntament amb altres aviadors i militars republicans, com Queipo de Llano, en la intentona republicana encapçalada per Ramón Franco, germà del general Francisco Franco, que va prendre l'aeròdrom de Quatre Vents i pretenia bombardejar el Palacio Real, residència de Alfonso XIII. L'atac contra el palau no va arribar a realitzar-se i la revolta, davant la falta de suports, fou fàcilment sufocada. Després del fracàs de la revolta, Hidalgo de Cisneros va fugir amb avió a Portugal i des d'allí passaria a París.
La proclamació de la Segona República el 14 d'abril de 1931 li va permetre tornar a Espanya, on es va incorporar a l'escola de vol d'Alcalá de Henares (Madrid). Va ser destinat novament a la 1a Esquadra, com a Cap segon de la mateixa i agregat a l'Oficina de Comandament. Posteriorment, el 1933, va estar destinat com a agregat aeri simultàniament en les ambaixades de Berlín i Roma, la qual cosa li va permetre conèixer de primera mà l'ascens del feixisme i el nazisme. Durant el Bienni Radical-cedista, va estar destinat en l'aeròdrom de Tablada. El 1934, després de la fallida Revolució d'Octubre, va ajudar a fugir del país al seu amic, el polític socialista Indalecio Prieto, camuflat en el maleter del seu cotxe. No obstant això, després de la victòria del Front Popular en les eleccions de febrer de 1936, va poder tornar a Espanya.

### En la Guerra Civil
En produir-se la revolta militar, Hidalgo de Cisneros es trobava a Madrid com a ajudant del ministre de la Guerra, Casares Quiroga. Des d'un primer moment va secundar al Director general d'Aeronàutica, Núñez de Prado, verificant la lleialtat dels aeròdroms militars del país al llarg de tot el dia 18 de juliol. En la matinada del dia 20 va ser un dels responsables que l'aeròdrom militar de Getafe i altres guarnicions properes romanguessin lleials al govern i col·laboressin a sufocar la revolta de la Caserna de la Montaña.
Després de la formació del govern de Llarg Caballero (setembre de 1936), va ser nomenat pel ministre de Marina i Aire, Indalecio Prieto, cap de l'Estat Major i comandant de les Forces Aèries de la República Espanyola, ja que va mantenir en crear-se el nou Ministeri de Defensa Nacional i, més tard, quan Juan Negrín va reemplaçar a Prieto al capdavant del ministeri. Des d'aquest càrrec, va impulsar les activitats necessàries per fer sostenible i combativa l'aviació lleial a la República. Així, amb ajuda de la Unió Soviètica van arribar a Espanya nous avions caces del tipus «Chato» (Polikarpov I-15) i «Mosca» (Polikarpov I-16), a més de bombarders «Katiuska» (Tupolev SB-2) i «Natacha» (Polikarpov R-Z). L'ajuda soviètica incloïa la formació del personal necessari per suplir als caiguts en combat. A més, es van organitzar cursos de formació de pilots en la Unió Soviètica amb sis mesos de durada, a més de la creació d'escoles de formació en l'Espanya republicana. Per llavors es trobaven a les ordres d'Hidalgo de Cisneros uns 450 aparells entre caces, bombarders i avions d'un altre tipus, mantenint la superioritat numèrica i tècnica en l'aire enfront de l'Aviació Nacional.
Durant la guerra es va afiliar al Partit Comunista d'Espanya, i encara que no tenia un passat polític que li portés a inclinar-se per aquests, sí que pensava que «ells eren qui millor contribuïen a la lluita». Aquesta decisió causaria un progressiu enrariment en les relacions d'aquest amb Prieto, que començava llavors a enfrontar-se al Partit Comunista, i també amb el seu amic personal, el coronel Carlos Núñez Mazas. No obstant això, la seva pròpia esposa li va confessar que ella també s'havia afiliat al PCE.
En la primavera de 1937 va presentar al Consell de Ministres la proposta de bombardejar Roma, capital de la Itàlia feixista, en venjança per l'assassinat d'un pilot republicà que havia estat llançat sobre l'aeroport de Barajas, amb el cos amputat i un rètol amb insults en italià. Hidalgo de Cisneros va dir que acompanyaria als seus homes en la missió, encara que la idea va ser finalment rebutjada per les complicacions que podia provocar. Al començament de 1938 va dirigir diverses operacions de bombardeig sobre territori franquista, especialment els bombardejos de Sevilla i Valladolid del 26 de gener, encara que aquestes accions anaven en contra de la política governamental de no bombardejar els nuclis urbans. Fou ascendit al grau de General de l'Exèrcit en setembre de 1938.
En els últims mesos de la guerra va jugar un destacat paper, ja que des del seu lloc va realitzar importants labors: A la fi de 1938, després de la batalla de l'Ebre i per encàrrec de Negrín, va negociar amb Stalin una partida d'armes per al govern republicà, entre les quals s'incloïen 250 avions, 250 tancs, 4000 metralladores i 600 peces d'artilleria, amb un import total de 103 milions de dòlars. Després de la caiguda de Catalunya al febrer de 1939 va tornar a l'Espanya republicana, on es va assabentar de les conspiracions que s'estaven desenvolupant contra el Govern de Negrín, especialment per part del coronel Casado que va intentar atreure'l a la seva causa, sense èxit. El 29 de febrer tots dos militars van mantenir una trobada on Casado va insinuar «poder aconseguir unes bones condicions de rendició amb Franco», aconseguint que fins i tot «es respectessin les seves graduacions militars de l'Exèrcit republicà». Hidalgo de Cisneros era poc optimista al respecte i no considerà realista la proposta de Casado, alhora que informava al president Negrín del fet.

### Exili
El 5 de març de 1939 es trobava en la Posició Yuste junt a Negrín i altres militars republicans com Modesto, Tagüeña i Líster quan el Coronel Casado liderà un colc d'estat que ràpidament va prendre el control de l'Espanya encara lleial a la República. Conscient del seu aïllament i la impossibilitat de recuperar el control de la situació, va abandonar Espanya partint a l'exili el 6 de març des de l'aeròdrom de Monòver, en unió del mateix Negrín, Julio Álvarez del Vayo i els més destacats dirigents del PCE. Ja no recuperaria el comandament de les Forces Aèrias, que seria ocupat pel coronel Antonio Camacho Benítez i, finalment, pel coronel Manuel Cascón Briega.
Va morir a Bucarest (Romania) el 9 de febrer de 1966, quan encara era membre del comitè central del PCE. A mitjans de la dècada de 1990, les seves cendres van ser repatriades pels seus descendents a Vitòria, on avui descansen en el panteó familiar.

## Memòries
Ignacio Hidalgo de Cisneros va escriure unes memòries en dos volums que constitueixen una font de primera mà sobre la Guerra Civil espanyola. Estan escrites amb el punt de vista d'un aristòcrata espanyol membre del Partit Comunista d'Espanya que, juntament amb la seva companya Constancia de la Mora (1906–1950), va lluitar per la victòria de la República espanyola. També aquesta va publicar unes memòries en anglès.
- Ignacio Hidalgo de Cisneros, Cambio de rumbo, Bucarest, 1961.
- Ignacio Hidalgo de Cisneros, Memorias, vol. II. La república y la guerra de España. París: Société d'Éditions de la Librairie du Globe, 1964.